# Marc Quinn

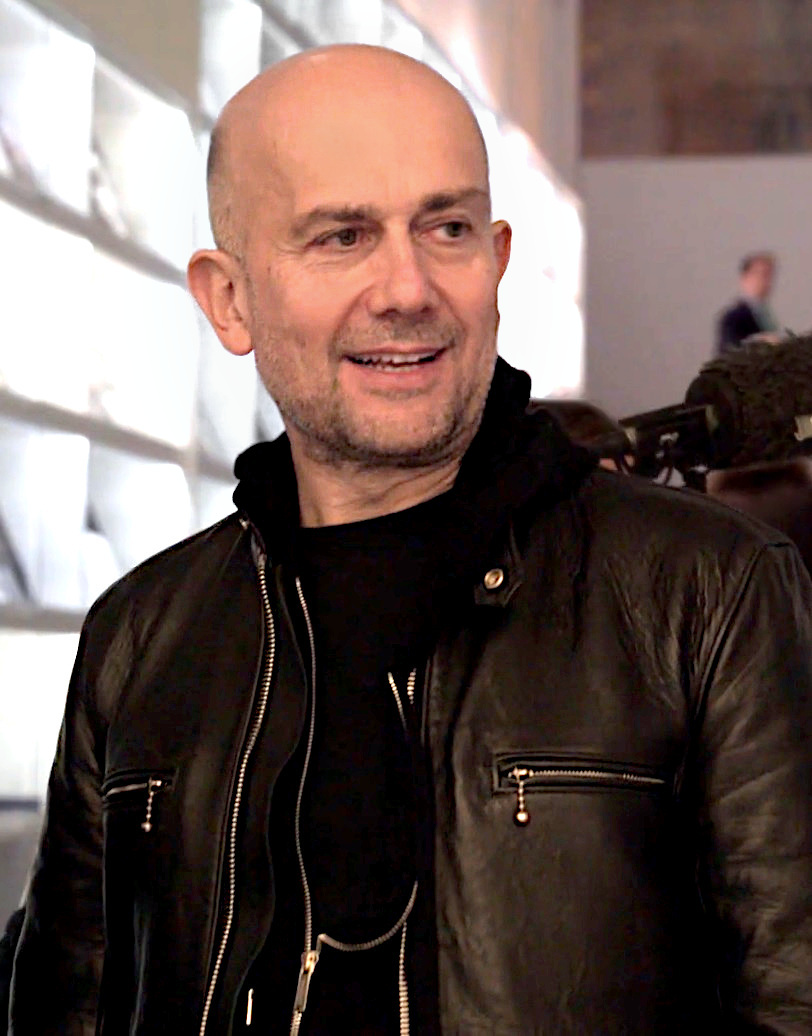
Marc Quinn 2017

Marc Quinn (1964) is een Brits beeldhouwer. 
Quinn trekt de aandacht met zijn aparte sculpturen. Zo maakte hij het beeld Self van zijn eigen hoofd, gevormd uit ruim vier liter van zijn eigen bevroren bloed.
Aan het begin van de 21e eeuw maakte Quinn een radicale omslag in het beeldhouwen, door terug te vallen op klassieke materialen als marmer en brons. Quinn ziet topmodel Kate Moss als zijn muse, zo maakte hij al een ijssculptuur van Moss en een bronzen beeld Sphinx.
- Art Gallery of South Australia: 4861
- Bibsys: 99006417
- Biblioteca Nacional de España: XX4436662
- Bibliothèque nationale de France: cb13509298q (data)
- Gemeinsame Normdatei: 121488608
- International Standard Name Identifier: 0000 0000 8168 4125
- Library of Congress Control Number: no98128088
- National Gallery of Victoria: 14285
- Nationale bibliotheek van Australië: 40056151
- Nationale Bibliotheek van Israël: 987007425218605171
- Nederlandse Thesaurus van Auteursnamen: 202135195
- RKD-Nederlands Instituut voor Kunstgeschiedenis: 131660
- Système universitaire de documentation: 07586732X
- Trove: 1443356
- Union List of Artist Names: 500057409
- Virtual International Authority File: 96063389
- WorldCat: E39PBJc7WWw9hj6KtjjJVGKKh3